# Leis orgânicas dos municípios brasileiros

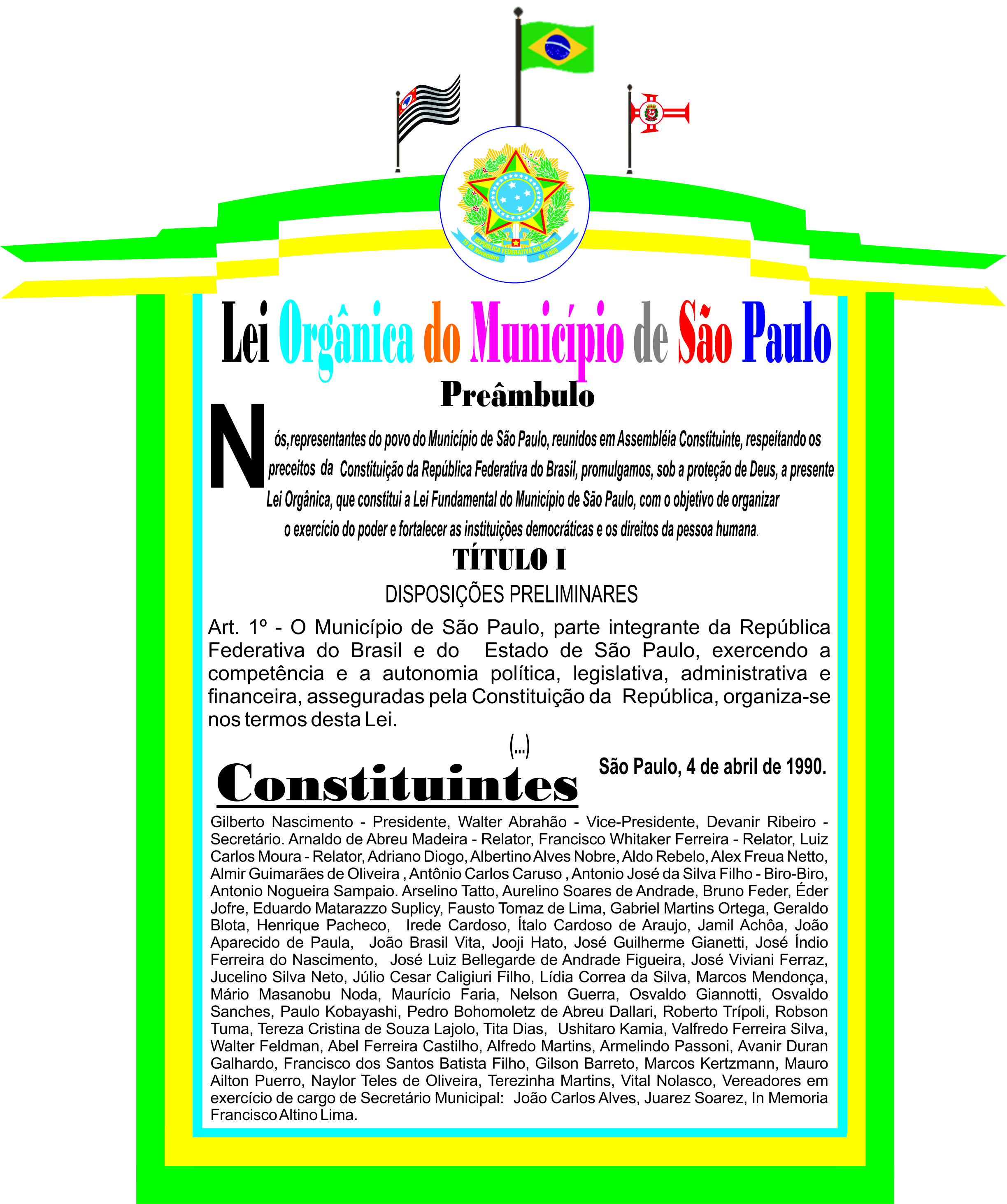
Conforme o preâmbulo da LOM do município de São Paulo observa-se o princípio da simetria constitucional

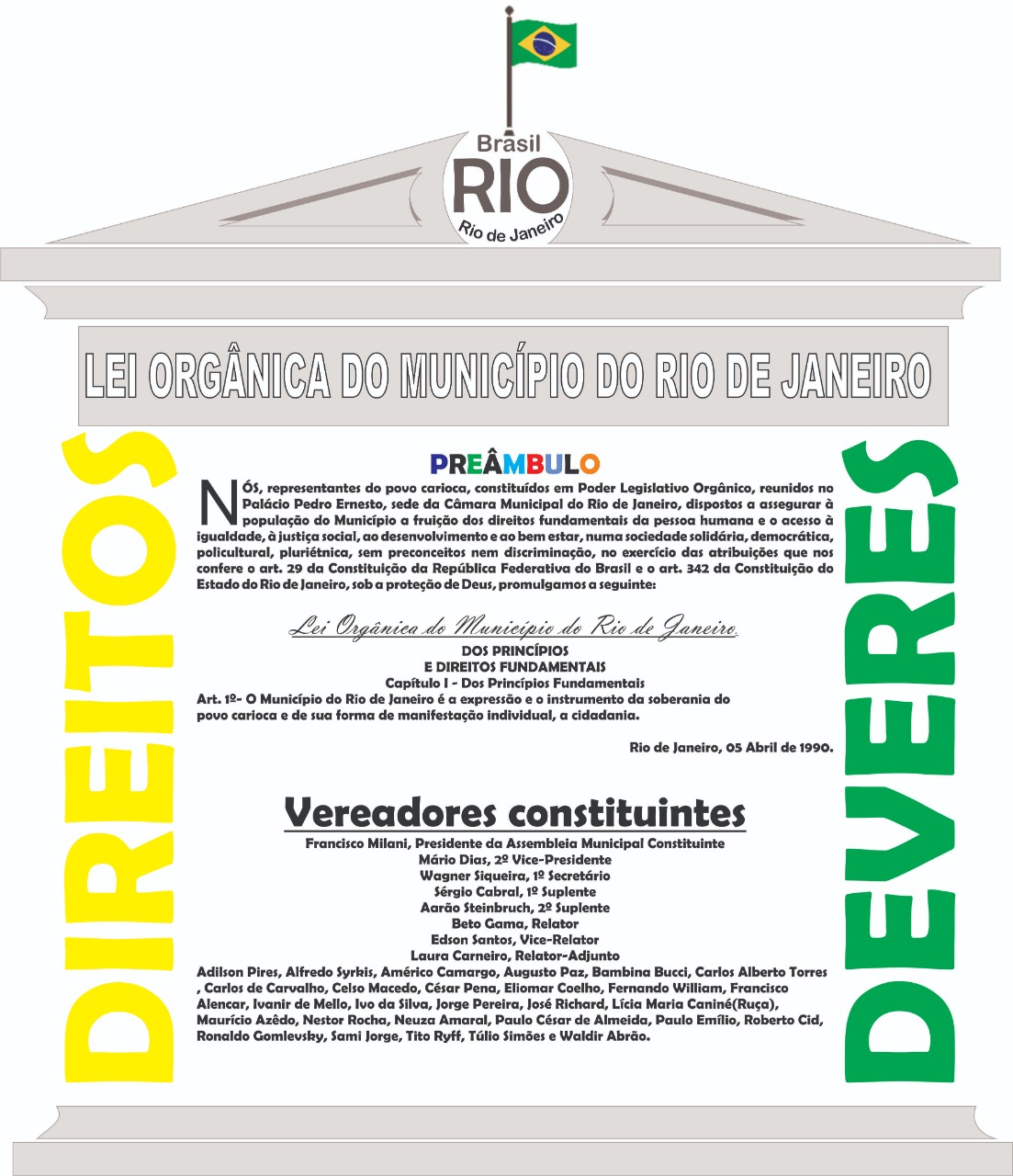
Preâmbulo da Lei Orgânica do Município do Rio de Janeiro

No ordenamento jurídico brasileiro, a lei orgânica de um município é a lei maior de competência do próprio processo legislativo dos municípios do Brasil, elaborada e promulgada para reger o município que, pela natureza de república federativa, com a obrigação de respeitar o princípio da simetria constitucional para com a constituição federal e a constituição do estado em que se localize.

## História

### Império
De acordo com o jurista Fernando Henrique Mendes de Almeida após a Independência do Brasil os municípios eram “regidos pelo livro I, título 66 e livro II, título 61 das Ordenações Filipinas, cuja aplicação se estendeu a 1 de outubro de 1828, data do primeiro regimento das camaras municipais do Império, baixado depois da Constituição imperial de 1824 e alterado brandamente pelo Ato Adicinal de 1834. Foi esse regimento que, no artigo 24, cancelou atribuições jurisdicionais dos membros dos conselhos. Foi ele, finalmente, que serviu como espécie de lei orgânica de todos os municípios do Brasil, até à declaração do regime republicano em 1889” (ALMEIDA, 1956, p. 200).

### República
A Constituição brasileira de 1891 oficializou a tradição para que os  municípios fossem regidos por um diploma legal denominado lei de organização dos municípios, mas era um instituto de competência das Assembleias Legislativas estaduais, regulado na Constituição de cada estado. 

### Constituição de 1988
Somente com a Constituição brasileira de 1988, conforme a literatura do artigo 29, é que a competência para elaborar e promulgar as Leis Orgânicas passou para as Câmaras Municipais. Antes a exceção era o Rio Grande do Sul que há tempos o estado havia passado a competência para os municípios instituirem sua própria Lei Orgânica.

## Publicação especializada
Em 1976 a secretaria de edições técnicas do Senado Federal do Brasil publicou e distribuiu a coleção Leis Orgânicas dos Municípios, em três volumes,  trazendo a lei de organização municipal de cada estado. Em 1987 a referida obra foi reeditada.